# Sam Lloyd

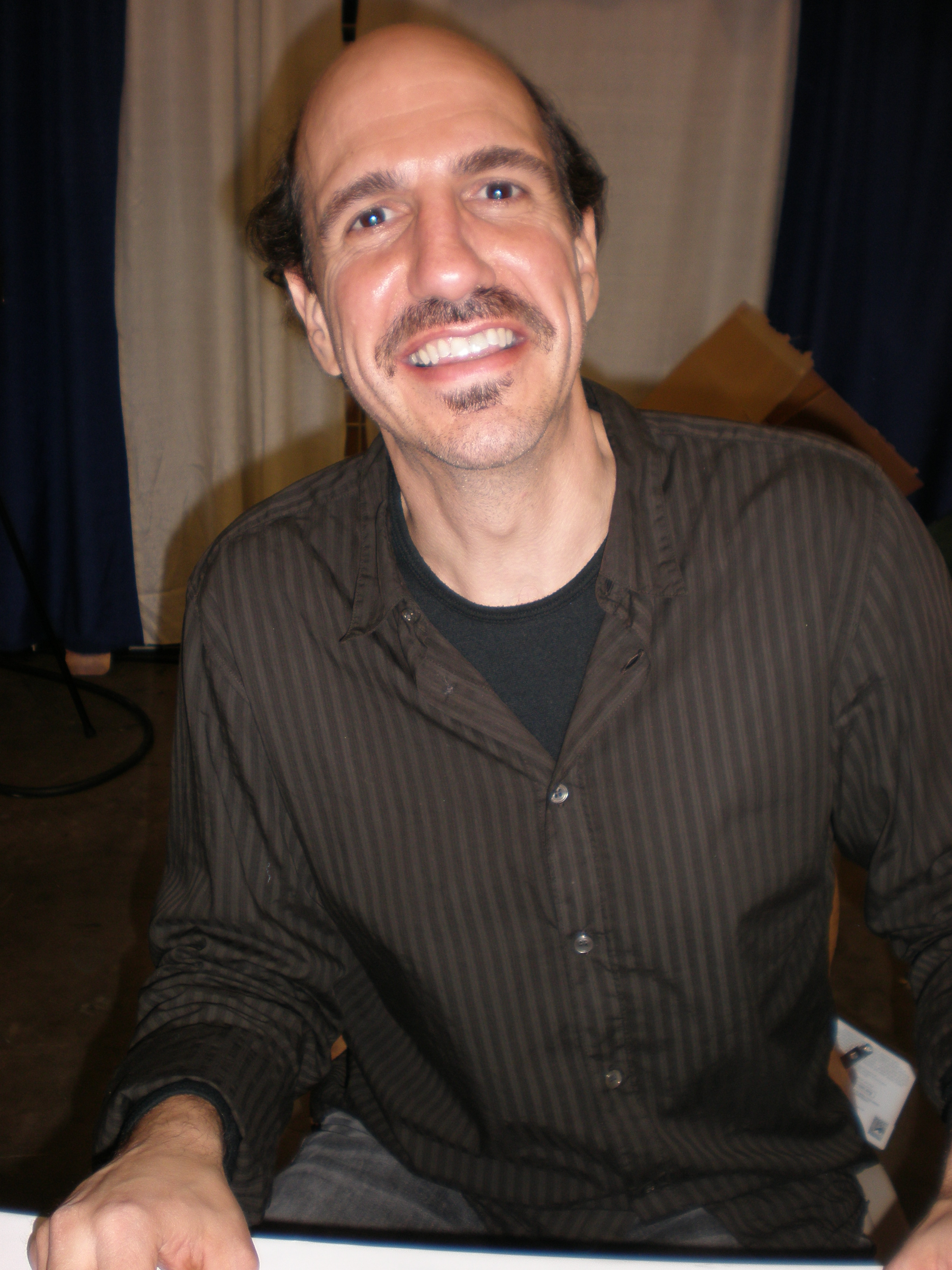
Sam Lloyd auf der WonderCon 2009

Samuel „Sam“ Lloyd (* 12. November 1963 in Weston, Vermont; † 30. April 2020 in Los Angeles, Kalifornien) war ein US-amerikanischer Schauspieler und Musiker walisischer Herkunft.

## Leben
Sam Lloyd war Sohn des Schauspielers Sam Lloyd Sr. und Neffe des Filmschauspielers Christopher Lloyd. Zwischen 1989 und 2019 stand er für rund 70 Film- und Fernsehproduktionen vor der Kamera, meist als Nebendarsteller. Zu einer seiner bekanntesten Rollen zählte der labile Krankenhausanwalt Theodore „Ted“ Buckland in der Erfolgsserie Scrubs – Die Anfänger. Lloyd betrieb neben der Schauspielerei eine A-cappella-Gruppe namens The Blanks, die unter dem Namen „The Worthless Peons“ (in der deutschen Synchronisation „Die erbärmlichen Versager“) mehrere Gastauftritte bei Scrubs – Die Anfänger hatte. Darüber hinaus war er seit 1983 Bassist der Beatles-Coverband „The Butties“.
Am 17. Januar 2019 wurde bei Lloyd ein Hirntumor diagnostiziert, der während der Operation als inoperabel eingestuft wurde. Der Ursprung dieses Tumors war ein metastasierender Lungenkrebs, der neben dem Gehirn auch Metastasen in der Leber, Wirbelsäule und am Unterkiefer gebildet hatte. Am 10. April 2019 gab Lloyd bekannt, dass die gezielte Behandlung seines Tumors anschlage und dieser in seiner Größe um die Hälfte zurückgegangen sei. Am 2. Mai 2019 äußerte er sich erneut zu seiner Situation. Der Tumor im Gehirn sei demnach nicht mehr vorhanden. Dies bedeute jedoch nicht, dass der Krebs besiegt sei. Vielmehr prognostizierten seine behandelnden Ärzte, dass Lloyd etwa ein Jahr komplikationslos und gesund leben könne. Die Wirksamkeit seiner Medikamente betrage im Schnitt etwa drei Jahre. Am 17. Oktober 2019 veröffentlichte Lloyd sein letztes Update zu seinem Gesundheitszustand. Ein großer Tumor in der Lunge in der Nähe der Aorta sei verschwunden und es seien noch zwei kaum nachweisbare Tumore in seiner Lunge und Leber vorhanden.
Trotz der zwischenzeitlichen Fortschritte bei der Behandlung seiner Erkrankung überlebte er diese nicht. Er starb am 30. April 2020 in Los Angeles. Lloyds Familie informierte über seinen Tod in der GoFundMe-Kampagne, die für die Finanzierung der Behandlungskosten gestartet worden war.
Lloyd hat einen Sohn, der nur wenige Wochen vor seiner Krebsdiagnose zur Welt kam und nach seiner Geburtsstadt Weston benannt wurde.

## Filmografie (Auswahl)
- 1990: City (Fernsehserie, 13 Episoden)
- 1993: Die Wiege der Sonne (Rising Sun)
- 1993–1994: Seinfeld (Fernsehserie, zwei Episoden)
- 1995: Double Rush (Fernsehserie, 13 Episoden)
- 1995: A Bucket of Blood (Fernsehfilm)
- 1997: Flubber
- 1997: Hinterm Mond gleich links (3rd Rock from the Sun, Fernsehserie, Episode 3x11)
- 1998–2000: Chaos City (Fernsehserie, zwei Episoden)
- 1999: Galaxy Quest – Planlos durchs Weltall (Galaxy Quest)
- 1999: Ein Trio zum Anbeißen (Two Guys, a Girl and a Pizza Place, Fernsehserie, Episode 2x21)
- 1999–2002: The West Wing – Im Zentrum der Macht (The West Wing, Fernsehserie, zwei Episoden)
- 2000: New York Cops – NYPD Blue (NYPD Blue, Fernsehserie, Episode 7x03)
- 2001–2009: Scrubs – Die Anfänger (Scrubs, Fernsehserie, 95 Episoden)
- 2002: Scorcher – Die Erde brennt (Scorcher)
- 2004: Spelling Bee
- 2004–2005: Desperate Housewives (Fernsehserie, acht Episoden)
- 2005: Cry for Help
- 2005: Malcolm mittendrin (Malcolm in the Middle, Fernsehserie, Episode 6x21 Buseys Take a Hostage)
- 2007: Die Solomon Brüder (The Brothers Solomon, Fernsehfilm)
- 2009: ExTerminators
- 2010: Numbers – Die Logik des Verbrechens (NUMB3RS, Episode 6x06)
- 2010: Medium – Nichts bleibt verborgen (Medium, Fernsehserie, 6x21)
- 2010: Ehe ist… (Til Death, Fernsehserie, Episode 4x14)
- 2011–2012: Cougar Town (Fernsehserie, drei Episoden)
- 2012–2013: The Middle (Fernsehserie, drei Episoden)
- 2013–2015: The PET Squad Files (Fernsehserie, fünf Episoden)
- 2014, 2019: Modern Family (Fernsehserie, Episode 6x04, Episode 11x04)
- 2015: Bones – Die Knochenjägerin (Bones, Fernsehserie, Episode 10x08)
- 2015: Shameless (Fernsehserie, Episode 5x04)
- 2018: Alex, Inc. (Fernsehserie, Episode 1x10)
- 2018: Happy Together (Fernsehserie, Episode 1x08)
- 2019: American Housewife (Fernsehserie) (1 Episode)